# Art Gallery of South Australia
L'Art Gallery of South Australia, nota alla sua fondazione nel 1881 con il nome di National Gallery of South Australia, è un museo di arte di Adelaide, nonché il principale del Australia Meridionale. Grazie alle 45 000 opere d'arte ospitate è la seconda collezione statale più grande dell'Australia, preceduta dalla National Gallery of Victoria.

## Storia
Nel 1856 venne fondata la South Australian Society of Arts, la quale iniziò a tenere delle mostre temporanee e sostenne la creazione di un collezione pubblica di arte. Nel 1880, grazie a un finanziamento di 2 000 sterline da parte del Parlamento, fu possibile acquistare una collezione e nel 1881 venne inaugurata la National Gallery of South Australia, la quale era ospitata in due sale della biblioteca pubblica dal principe Alberto Vittorio e dal principe Giorgio. Nel 1897, Sir Thomas Elder lasciò in eredità alla galleria 25 000 sterline per l'acquisto di ulteriori opere.

## Descrizione
Nel 1889 il museo venne spostato nei pressi del Jubilee Exhibition Building, e nel 1900 nella collocazione definitiva, ossia in un edificio appositamente progettato dall'architetto Owen Smythe, che prese il nome di The Elder Wing e costruito in stile revival classico. L'edificio originariamente aveva un portico chiuso, ma venne ristrutturato nel 1936 con l'aggiunta di una nuova facciata con un portico dorico aperto. Nel 1940, un atto del parlamento, divise la galleria dalla biblioteca pubblica e dal museo: questa mutò anche nome in Art Gallery of South Australia. Altri lavori di ristrutturazione e ampliamento vennero effettuati nel 1962, nel 1979 e nel 1996.
La galleria ospita opere d'arte australiana, tra cui quella indigena australiana e coloniale a partire dal XIX secolo: sono raccolti argenteria e mobilio, oltre a pitture impressioniste australiane. Al XX secolo risale la collezione di arte moderna, comprendente opere di artiste donne, circa 2 000 disegni di Hans Heysen e una vasta collezione di fotografie. Tra gli artisti esposti: Tom Roberts, Charles Conder, Arthur Streeton, Arthur Boyd, Margaret Preston, Bessie Davidson, Sidney Nolan, James Ashton, Jeffrey Smart, e Florence Fuller. Il museo divenne la prima galleria australiana ad acquisire un'opera di un artista indigeno, nel 1939, anche se l'acquisizione sistematica dell'arte aborigena e delle isole dello stretto di Torres avvenne dalla metà degli anni 1950.
Tra i paesaggisti europei sono esposte opere di Jacob van Ruisdael, Salomon van Ruysdael, Joseph Wright of Derby e Camille Pissarro. Altre artisti europei sono Francisco Goya, Francesco Guardi, Pompeo Batoni e Camille Corot.
È esposta una collezione di arte britannica, tra cui numerose opere preraffaellite di artisti come Edward Burne-Jones, William Holman Hunt, Dante Gabriel Rossetti e Morris & Co.. Opere di pittori ritrattisti britannici includono Robert Peake, Anthony van Dyck, Peter Lely e Thomas Gainsborough. Tra gli scultori sono esposte opere di Auguste Rodin, Henry Moore, Barbara Hepworth, Jacob Epstein e Thomas Hirschhorn.
La collezione d'arte asiatica, iniziata nel 1904, comprende lavori provenienti da tutta la regione, con particolare attenzione all'arte giapponese pre-moderna, all'arte del sud-est asiatico, dell'India e del Medio Oriente. La galleria conserva l'unica esposizione permanente in Australia di arte islamica.